# Дзыбов, Муса Магометович
Муса Магометович Дзыбов (род. 1952, Темиргоевская, Краснодарский край) — советский и российский военачальник. Генерал-лейтенант, кандидат экономических наук.

## Биография
Родился в 1952 году в станице Темиргоевской, Краснодарский край, РСФСР, СССР
В 1970 году поступил в Камышинское ракетно-артиллерийское училище.. В середине учебы училище перепрофилируется — становится инженерно-строительным.
Окончил училище с отличием и направлен на службу в Севастополь в школу прапорщиков и мичманов, в которой за 6 лет прошел несколько служебных ступеней от командира взвода до командира линейной роты.
Затем учился в Инженерной академии на фортификационно-маскировочном факультете.
Далее научно-исследовательский институт Гражданской обороны. За четыре года вырос с младшего научного сотрудника до начальника лаборатории. НИИ имел самые тесные связи со штабом Гражданской обороны СССР. Потом была работа в отделе подготовки войск, руководство управлением боевой подготовки и назначение на должность первого заместителя начальника штаба Гражданской обороны России.
После образования ГКЧС, Дзыбов стал руководить одним из важнейших управлений, занимавшимся защитой и жизнеобеспечением населения страны в экстремальных ситуациях.
Чернобыль. Первый раз попал туда 28 апреля 1986 года — уже через два дня после аварии. Пробыл полтора месяца. 20 декабря вновь прибыл на место аварии. Был нанраждён орденом Мужества.
Работал в Счётной палате РФ в Инспекции по контролю расходов на предупреждение и ликвидацию чрезвычайных ситуаций (МЧС) и Главного управления специальных программ Президента Российской Федерации (ГУСП)
Сегодня Муса Дзыбов является Заместителем начальника ФГБУ «Всероссийский НИИ по проблемам гражданской обороны и чрезвычайных ситуаций» (Федеральный центр науки и высоких технологий).
Самой высокой государственной награды Республики Адыгея, медали «Слава Адыгеи» удостоен Дзыбов М. М. за многолетний труд и особые заслуги перед Республикой Адыгея
Муса Магометович — Председатель Московского общества черкесской культуры «Хаса», которое успешно осуществляет свои задачи по укреплению связи московских адыгов с родиной предков и преодолению разобщенности в условиях мегаполиса.

## Награды
- Орден Мужества
- орден «За военные заслуги»
- Орден «За службу Родине в Вооружённых Силах СССР» 2-й степени
- Орден «За службу Родине в Вооружённых Силах СССР» 3-й степени
- Орден Почёта (Россия)
- Медаль «За укрепление боевого содружества»
- Юбилейная медаль «300 лет Российскому флоту»
- Медаль «Ветеран Вооружённых Сил СССР»
- Юбилейная медаль «60 лет Вооружённых Сил СССР»[3]
- Юбилейная медаль «70 лет Вооружённых Сил СССР»[4]
- Медаль «За безупречную службу» I степени
- Медаль «За безупречную службу» II степени
- Медаль «За безупречную службу» III степени
- Медаль «За ратную доблесть»
- Медаль «Слава Адыгеи»[5]
- Медаль ООН «За активное участие в гуманитарных операциях».
- и другие.